# Hylopetes alboniger
Lo scoiattolo volante multicolore (Hylopetes alboniger Hodgson, 1836) è uno scoiattolo volante originario del Sud-est asiatico.

## Tassonomia
Attualmente, gli studiosi riconoscono tre sottospecie di scoiattolo volante multicolore:
- H. a. alboniger Günther, 1873 (Nepal, Assam e Indocina);
- H. a. chianfengensis Wang e Lu, 1966 (Hainan);
- H. a. orinus G. M. Allen, 1940 (Yunnan, Sichuan, Guizhou, Guangxi e Zhejiang).

## Descrizione
Il corpo dello scoiattolo volante multicolore misura 17,5-24,7 cm di lunghezza e la coda è lunga 17,2-22,7 cm. È facilmente riconoscibile per la colorazione bianca della gola, che, assumendo toni più grigiastri, si spinge in avanti fino alle guance, sotto agli occhi, e dietro le orecchie, formando una sorta di «semi-collare». Entrambi i lati delle orecchie sono ricoperti da una fine peluria nera. La colorazione marrone-rossastra scura del dorso diviene più nerastra sugli arti e sulla superficie dorsale di patagio e coda; la regione ventrale è bianca o color crema.

## Distribuzione e habitat
L'areale dello scoiattolo volante multicolore si estende da Nepal e Assam (India) fino a Sichuan, Yunnan e Hainan (Cina) e Indocina.

## Biologia
Lo scoiattolo volante multicolore è uno degli scoiattoli volanti del Sud-est asiatico più piccoli. Di abitudini arboricole e notturne, nidifica nelle cavità degli alberi, prevalentemente nelle foreste di querce e rododendri a quote medio-elevate (1500–3400 m). Condivide il proprio habitat con altre specie dei generi Hylopetes e Petaurista. Il nido consiste in una struttura sferica fatta di foglie di quercia e felce e imbottita con fili d'erba. Di notte si può intuire la sua presenza grazie agli elevati strilli che emette, o da una serie di «gridolini» ripetuti. La sua dieta comprende frutta, noci, foglie e gemme. La stagione degli amori va da aprile a metà giugno, e ogni nidiata è costituita da due o tre piccoli.

## Conservazione
Nell'Asia meridionale, la specie è minacciata dalla distruzione dell'habitat provocata da agricoltura taglia e brucia (nota in India come Jhum), disboscamento, attività minerarie, sviluppo delle infrastrutture e degli insediamenti umani, costruzione di dighe e incendi boschivi. In alcune zone dell'India nord-orientale viene anche cacciata a scopo alimentare. In Cina e nel Sud-est asiatico lo status della specie è incerto. La IUCN la inserisce tra le specie a rischio minimo.